# Дикий юго-запад
Све́рхъестественный ю́го-за́пад, англ. The Weird Southwest (дикий юго-запад) — условный цикл мистических рассказов Роберта Говарда, объединенных общей стилистикой и местностью, где происходят действия - юго-западные штаты Северной Америки, хотя, при этом, действие некоторых рассказов цикла происходят на юге США. Так, например, один из ключевых рассказов данного цикла «Голуби преисподней» описывает события в штате Луизиана. Для произведений, вошедших в цикл, весьма характерна традиция южной готики, тесно соприкасающаяся с последствиями Гражданской войны и с эпохой освоения Запада. Наиболее значительными произведениями данного цикла являются «Чёрный Канаан», «Гончие смерти», «Голуби преисподней» и «Долина сгинувших».
Входит в более крупный литературный цикл Роберта Ирвина Говарда «Истории неведомой угрозы» (англ. Tales of Weird Menace), объединяющий произведения, написанные в жанре ужасов и мистического детектива, относящиеся к нашему времени, включая истории о Джоне Кироване и Стиве Харрисоне.

## Список произведений входящих в цикл «Сверхъестественный юго-запад»

### Луизиана
- Гончие смерти (англ. Black Hound of Death, 1936) — рассказ
- Чёрный Канаан (англ. Black Canaan, 1936) — рассказ
- Голуби преисподней (англ. Pigeons from Hell, 1938) — рассказ
- Келли-колдун (англ. Kelly the Conjure-man, 1964) — эссе.
- Тень зверя (англ. The Shadow of the Beast, 1977) — рассказ
- Проклятая хижина (англ. The Haunted Hut, 1969) — рассказ

### Техас
- Ужас из кургана (англ. The Horror From the Mound, 1932) — рассказ
- Мёртвые помнят (англ. The Dead Remember, 1936) — рассказ
- Долина сгинувших (англ. The Valley of the Lost, 1967) — рассказ
- Сердце старого Гарфилда (англ. Old Garfield's Heart, 1933) — рассказ
- От любви к Барбаре Аллен (англ. For the Love of Barbara Allen, 1966) — рассказ
- Человек на земле (англ. The Man on the Ground, 1933) — рассказ
- Роковая тень (англ. The Shadow of Doom, 1966) — рассказ
- Ужас в ночи (англ. A Horror in the Night, 1974) — рассказ